# Podhůrka
Přírodní rezervace Podhůrka se rozkládá na ploše 6,3 ha v okrese Rakovník poblíž města Nové Strašecí. Byla vyhlášena dne 1. června 1996 na ochranu vodních, mokřadních a lučních společenstvech rostlin a živočichů rašelinného ložiska s výskytem zvláště chráněných druhů, mezi které patří např. čolek obecný (Triturus vulgaris) a horský (Triturus alpestris), skokan ostronosý (Rana arvalis), ledňáček říční (Alcedo atthis), polák malý (Aythya nyroca) či ťuhýk obecný (Lanius collurio), z rostlin pak bublinatka jižní (Utricularia australis), prstnatec májový (Dactylorhiza majalis) nebo upolín evropský (Trollius europaeus). Dále se zde hojně vyskytují i mnozí vzácní zástupci hmyzí říše, např. pak některé druhy motýlů. Z ptactva zde pravidelně hnízdí např. také lyska černá (Fulica atra), mlynařík dlouhoocasý (Aegithalos caudatus), kachna divoká (Anas platyrhynchos) a labuť velká (Cygnus olor).